# Mahura boara
Mahura boara là một loài nhện trong họ Agelenidae.
Loài này thuộc chi Mahura. Mahura boara được miêu tả năm 1973 bởi Raymond Robert Forster & Wilton.